# Acacia lycopodiifolia
Acacia lycopodiifolia är en ärtväxtart som beskrevs av William Jackson Hooker. Acacia lycopodiifolia ingår i släktet akacior, och familjen ärtväxter. Inga underarter finns listade i Catalogue of Life.